# Palau de l'Exposició
El Palau de l'Exposició és un edifici municipal de la ciutat de València, situat en el carrer de Galícia núm. 1. Va ser construït l'any 1908 per l'arquitecte Francesc Mora i Berenguer seguint l'estil modernista valencià i el neogòtic.

## L'Edifici
Va ser construït dins el conjunt d'edificis fets per a l'Exposició Regional Valenciana de 1909. L'estil de l'edifici te reminiscències de l'arquitectura històrica valenciana. Tot i que el caràcter de l'edifici anava a ser efímer, posteriorment es decidí la seua conservació degut al seu valor històric i arquitectònic.
L'edifici compta amb dos sectors ben diferenciats: l'ala noble i l'ala del pati. A l'interior destaca el Saló de Recepció o Sala Noble, amb vitralls modernistes, rajoleria i sol de Mosaic Nolla.
Les obres de rehabilitació de l'edifici van començar l'any 1995, a càrrec del propietari de l'edifici, l'Ajuntament de València. Aquestes obres van ser dirigides per l'arquitecte Luis López Silgo i van durar set anys. L'edifici és ara un edifici multiús que acull diferents actes i esdeveniments, tant públics com privats.